# Kaplica Matki Boskiej Nieustającej Pomocy w Rzymkowicach
Kaplica pod wezwaniem Matki Boskiej Nieustającej Pomocy w Rzymkowicach – kaplica filialna w miejscowości Rzymkowice w gminie Korfantów należąca do parafii pod wezwaniem Świętych Apostołów Piotra i Pawła w Rzymkowicach, w Dekanacie Niemodlin, w Diecezji Opolskiej.

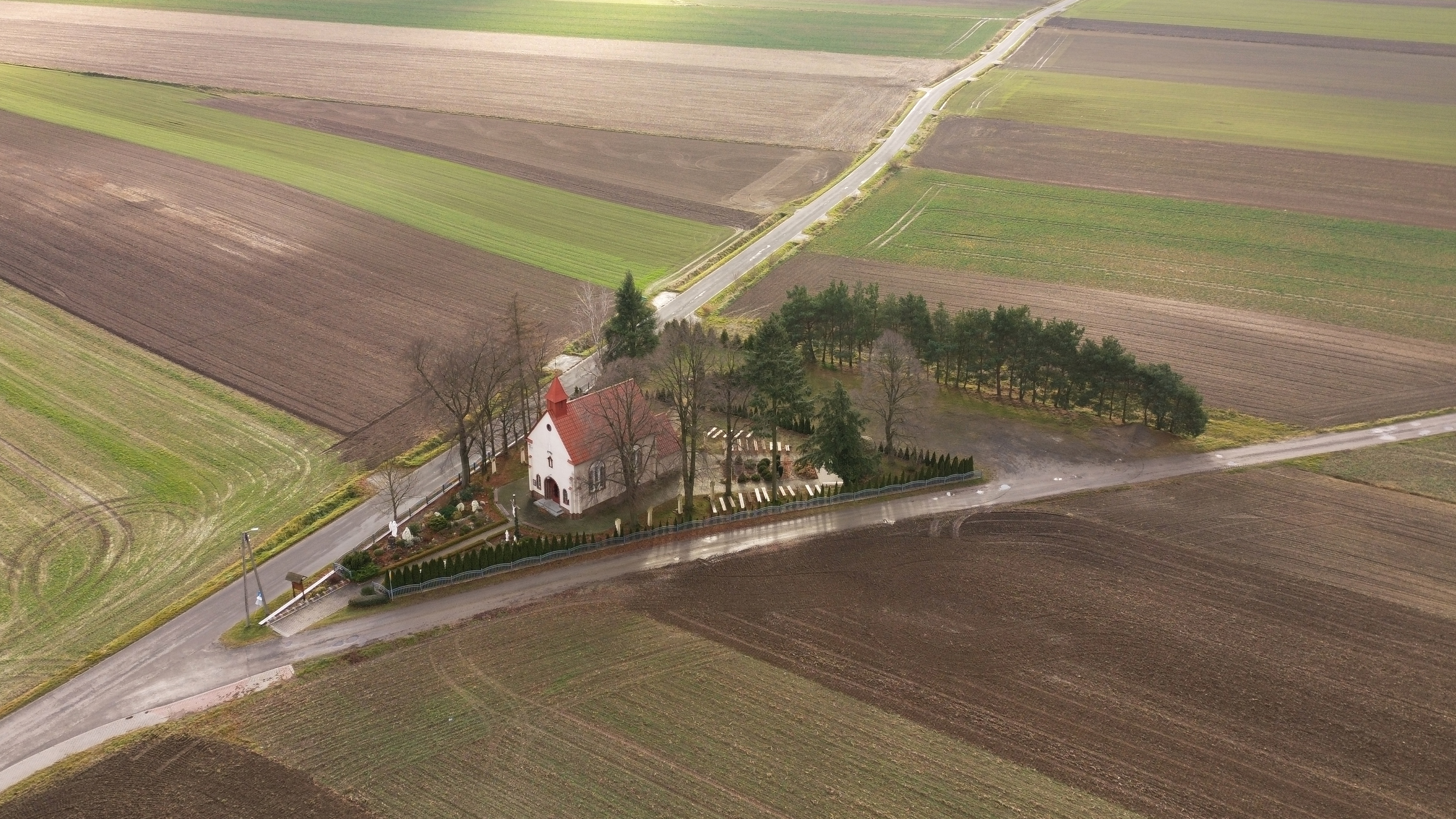

Kaplica wybudowana w 1947 r. przez mieszkańców Rzymkowich w podziękowaniu za ocalenie i to, że szczęśliwie ominęły ich zniszczenia wojenne podczas przejścia frontu w 1945 r.